# Habropogon latifrons
Habropogon latifrons là một loài ruồi trong họ Asilidae. Habropogon latifrons được Loew miêu tả năm 1871. Loài này phân bố ở vùng Cổ Bắc giới.